# La Chrysalide et le Papillon d'or
 (juillet 2025).
Pour plus de détails, voir Fiche technique et Distribution.
La Chrysalide et le Papillon d'or est un film muet français de court métrage réalisé par Georges Méliès, sorti en 1901, au début du cinéma muet.
En 1907 Segundo de Chomón réalise un film — produit par Pathé frères — intitulé Le Charmeur qui reprend la même histoire sans que l'on sache s'il s'agit d'un véritable remake autorisé ou d'un plagiat tant les deux histoires sont proches. Tourné six ans plus tard, le film de Segundo de Chomón est plus élaboré dans les décors et les costumes, mais il semble bien être une copie pure et simple du film de Méliès.

## Synopsis
Le film met en scène un magicien qui, en jouant de la flûte, fait surgir de son cocon une grosse chenille qu'il transforme ensuite en femme-papillon. Il s'en amourache et tente donc de la capturer avec une couverture, ce qui la change en une princesse arabe qu'il convoite encore plus. Mais en tentant de la séduire il finit par être transformé par elle, à son tour, en une grosse chenille.

## Fiche technique
- Titre original : La Chrysalide et le Papillon d'or
- Titres alternatifs : 
  - La Chrysalide et le Papillon
  - Le Brahmane et le Papillon
- Réalisation : Georges Méliès
- Scénario : Georges Méliès
- Producteur : Georges Méliès
- Société de production : Star Film
- Société de distribution : Star Film
- Pays d'origine :  France
- Langue : film muet avec les intertitres en français
- Format : Noir et blanc — 35 mm — 1,33:1 — Muet
- Genre : Film fantastique
- Durée : 2 minutes
- Dates de sortie : 
  -  France : 1901

## Distribution
- Georges Méliès : le brahmane